# Carmen (Cranko)
Carmen ist ein abendfüllendes Handlungsballett in sieben Bildern von John Cranko. Von ihm stammt nicht nur die Choreografie, sondern auch das Libretto. Es beruht auf der gleichnamigen Novelle von Prosper Mérimée. Die Musik zu dem Ballett komponierte Wolfgang Fortner in Zusammenarbeit mit Wilfried Steinbrenner. Sie basiert auf Collagen, die sie Georges Bizets Oper Carmen entnommen und in die Zwölftontechnik umgesetzt haben. Das Werk erlebte seine Uraufführung durch das Stuttgarter Ballett am 28. Februar 1971 im Großen Haus der Württembergischen Staatstheater in Stuttgart. Die Titelrolle tanzte Marcia Haydée. In den weiteren Hauptrollen sah man Egon Madsen als Don José und Richard Cragun als Torero.

## Personen
- Carmen
- Don José
- Der Stierkämpfer
- Die Aufseherin in der Zigarettenfabrik
- Der Offizier
- Ein Fremder
- Anführer der Schmuggler
- 16 Mädchen aus der Zigarettenfabrik
- 6 Soldaten
- 9 Schmuggler
- 12 Begleiter des Stierkämpfers
- Volk

## Handlung

### Erstes Bild: Zigarettenfabrik
Die Zigeunerin Carmen arbeitet in einer Zigarettenfabrik. Als sie von der Aufseherin gerügt wird, bricht sie einen Streit vom Zaun, der darin eskaliert, dass sie ihre Vorgesetzte mit einem Dolch schwer verletzt. Der aus dem Baskenland stammende Soldat Don José, der in der Fabrik als Wachtposten seinen Dienst versieht, erhält den Befehl, die Zigeunerin zu verhaften und hinter Schloss und Riegel zu bringen.

### Zweites Bild: Gefängnis
Carmen gelingt es, Don José derart zu umgarnen, dass er ihr schließlich die Freiheit schenkt. Zur Strafe dafür wird er degradiert.

### Drittes Bild: An der Stadtmauer
Don José hält Wache an der Stadtmauer. Immer noch kreisen seine Gedanken um die Zigeunerin. Sie hat deshalb leichtes Spiel, den Soldaten zu überreden, die Schmuggler, mit denen sie gemeinsame Sache macht, ungehindert in die Stadt zu lassen.

### Viertes Bild: Im Zigeunerlager
Don José ist inzwischen desertiert und hat sich der Schmugglerbande angeschlossen. Er ist froh darüber, dauernd in Carmens Nähe zu sein. Doch sein Glück währt nicht lange. Soldaten haben ihn aufgespürt. Als sie ihn verhaften wollen, ersticht er deren Anführer.

### Fünftes Bild: Taverne am Strand
Carmen bereitet sich für ihren Auftritt als Tänzerin vor. Ihren Geliebten schickt sie mit einer Nachricht zu den Schmugglern. Kaum hat Don José die Taverne verlassen, kommt der Torero mit großem Gefolge. Sofort wirft er ein Auge auf die rassige Zigeunerin und beginnt gleich mit ihr zu flirten. Als Don José zurückkehrt und mitansehen muss, wie seine Geliebte dem Stierkämpfer schöne Augen macht, packt ihn die Eifersucht. Der Torero aber hat für sein Verhalten nur Hohn und Spott übrig.

### Sechstes Bild: Öde Gegend
Die Karten prophezeien Carmen einen gewaltsamen Tod. Don José ahnt, dass ihre Liebe zu ihm im Schwinden ist. Er kommt sich immer mehr wie ein Getriebener vor, der keine Heimat mehr hat. Als Carmen gar auch noch lächelnd am Arm des Stierkämpfers entschwindet, hält ihn nichts mehr. Verzweifelt folgt er den beiden.

### Siebtes Bild: Vor der Arena
Jubelnd empfängt das Volk den Torero. Plötzlich fällt Carmens Blick auf Don José. Sie ahnt, was ihr bevorsteht. Nach einer kurzen heftigen Auseinandersetzung wird sie von dem rasenden Basken ermordet.

## Entstehung
Cranko schwebte vor, aus Prosper Mérimées Stoff ein Ballett zu formen, ganz losgelöst von Bizets Oper. Mit diesem Wunsch wandte er sich an den Komponisten Wolfgang Fortner. Dieser aber konnte sich nicht mit dem Gedanken anfreunden, „Carmen“ nach Bizet neu zu komponieren, und lehnte deshalb ab. Dann aber ging ihm der Gedanke doch nicht mehr aus dem Kopf. In Gesprächen mit seinem Mitarbeiter Wilfried Steinbrenner reifte allmählich der Plan, aus der von ihm so geschätzten Musik Bizets Collagen zu bilden und an geeigneten Stellen auch Variationen einzufügen. Damit war Cranko einverstanden.
Bereits im Frühjahr 1972 nahm Cranko das Ballett wieder vom Spielplan, weil er mit einigen Stellen nicht mehr zufrieden war. Diese wollte er choreografisch überarbeiten. Sein früher Tod machte jedoch einen Strich durch die Rechnung. Als Marcia Haydée seine Nachfolge angetreten hatte, hegte sie lange den Plan, das Ballett wieder in den Spielplan aufzunehmen. Doch dabei gab es große Probleme: Bei der Stuttgarter Ballettcompagnie war es üblich, die Ballette mit Benesh Movement Notation und Video aufzuzeichnen; allein bei „Carmen“ war dies nicht der Fall. Als Cranko das Ballett choreografierte, weilte die Stuttgarter Choreologin in London, und Video hatte die Compagnie damals noch nicht. Nach langen Recherchen machte Marcia Haydée einen 8-mm-Farbfilm ausfindig, den ein Fan illegal gedreht hatte, als die Stuttgarter Truppe in der Metropolitan Opera in New York ein Gastspiel gab. Diesem fehlte jedoch das gesamte siebte Bild. Die Direktorin war schon entschlossen, den Schluss neu zu choreografieren, bis sie herausfand, dass 1971 zur Uraufführung vom damaligen Süddeutschen Rundfunk eine Kurz-Reportage gefilmt worden war, und diese Aufzeichnung enthielt den gesamten letzten Teil. Anhand der Filmaufnahmen konnte die Choreologin alles genau notieren. Auf diese wundersame Weise konnte das Ballett für die Bühne gerettet werden.